# Scelolophia littoralis
Scelolophia littoralis là một loài bướm đêm trong họ Geometridae.